# Eugène Vincent Vidal
Pour les articles homonymes, voir Vincent Vidal.
Eugène Vincent Vidal, né le 23 janvier 1844 à Paris et mort le 16 décembre 1907 à Cagnes-sur-Mer, est un peintre français.

## Biographie
Eugène Vincent Vidal est le fils de Jean Vidal, chaudronnier et de Marie Josèphe Havard.
Élève de Jean-Léon Gérôme, il expose au Salon à partir de 1873.
En 1880, il épouse Marie Léonie Devoir; Edgar Degas et Jules Gasson en sont les témoins.
Il obtient une médaille de bronze à l'Exposition universelle de 1900.
Il meurt à l'âge de 63 ans à Cagnes-sur-Mer où il habitait.